# Anthophagus praeustus
Anthophagus praeustus é uma espécie de insetos coleópteros polífagos pertencente à família Staphylinidae.
A autoridade científica da espécie é P.W.J. Muller, tendo sido descrita no ano de 1821.
Trata-se de uma espécie presente no território português.